# クイズ!純粋男女交遊
『クイズ!純粋男女交遊』（クイズ じゅんすいだんじょこうゆう）は、テレビ朝日系列局ほかで放送されていたテレビ朝日・イースト共同制作のクイズ番組である。テレビ朝日系列局では1992年10月13日から1993年3月16日まで、毎週火曜 19:00 - 19:54 （日本標準時、以下同）に放送。

## 概要
男女の恋愛関係やあるイメージなどを当てるクイズをマニュアル形式で出題していた番組で、男性チームと女性チームに分かれての対抗戦形式で行われていた。問題出題時にはフランシス・レイの「男と女」が、また一部の正解BGMには番組用にアレンジされた『熱血硬派くにおくん』のステージ開始BGMが使われていた。

## 放送時間
殆どのネット局では火曜 19:00 - 19:54 に放送されていたが、当時テレビ朝日系列と日本テレビ系列のクロスネット局だった山口放送では2時間遅れの火曜 21:00 - 21:54 に放送されていた。また、同じくクロスネット局だった山形放送と現在でもクロスネット局の福井放送では未放送だった。
日本テレビ系列の四国放送では土曜 13:00 - 14:00 に放送されていた。

## 出演者

### 司会
- 板東英二
- 河合美智子

### 男性チーム
- 伊東四朗
- 加山雄三
- ラサール石井

### 女性チーム
- 山瀬まみ
- 東ちづる

### ナレーター
- 冨永みーな
- 藤堂通絵

## スタッフ
- 構成：高橋秀樹、本郷実、荒木美子
- ブレーン：古屋啓子、荻原レイ子、雪平晃世
- リサーチ：JINGI、T2ファージ
- 技術：野呂奔（テレビ朝日）
- カメラ：小林俊明（テレビ朝日）
- 映像：重岡恵吾（テレビ朝日）
- 照明：今野恒俊（テレビ朝日）
- 音声：川野奈巳（テレビ朝日）
- PA：田村智宏（ロッコウ・プロモーション）
- 音響効果：水崎雅雄（東京サウンド企画　現 スカイウォーカー / 現所属はサウンドパーク）
- 美術デザイン：金子俊彦（アックス）
- 美術制作：丸山覚（アックス）
- 美術進行：黒目樹司（テレビ朝日クリエイト）
- 大道具：後藤貴弘（俳優座劇場）
- 電飾：ワンダーライト
- メイク：今里香
- 音楽：門司肇
- 編集：石丸健一（RVC）
- MA：石塚宇生（RVC）
- TK：三田真奈美
- CG：ORANGE、Cybex
- 協力：インターナショナルクリエイティブ、劇団七曜日、CORE、YCB、インテック、VTR大阪
- ディレクター：兵藤豊、山本雅泰、村山学（共にイースト）
- 演出：上川伸廣、河合優（当時 共にイースト）
- プロデューサー：平城隆司（テレビ朝日）、西滝順二（イースト）
- 制作：テレビ朝日、イースト

## エンディングテーマ
- 前期：「どっちもどっち」（森高千里、アルバム『ペパーランド』収録曲）
- 後期：「ライター志望」（森高千里、シングル「渡良瀬橋」カップリング曲）

| テレビ朝日系列 火曜19:00枠                                             | テレビ朝日系列 火曜19:00枠                             | テレビ朝日系列 火曜19:00枠                                 |
| 前番組                                                                 | 番組名                                                 | 次番組                                                     |
| ---------------------------------------------------------------------- | ------------------------------------------------------ | ---------------------------------------------------------- |
| ビデオあなたが主役 （1990年10月 - 1992年9月） ※月曜19:30枠へ移動・改題 | クイズ!純粋男女交遊 （1992年10月13日 - 1993年3月16日） | さんまのナンでもダービー （1993年4月13日 - 1995年9月26日） |